# Sul América Esporte Clube
Maillots
Le Sul América Esporte Clube est un club brésilien de football basé à Manaus dans l'État de l'Amazonas.